# Selevasio Tolofua
Pour les articles homonymes, voir Tolofua.

a Compétitions nationales et continentales officielles uniquement.

b Matchs officiels uniquement.
Dernière mise à jour le 1 juillet 2025.
Selevasio Tolofua, né le 31 mai 1997 à Saint-Laurent-du-Var, est un joueur international français de rugby à XV jouant au poste de troisième ligne centre au RC Toulon depuis 2023.
Originaire de Wallis-et-Futuna, il est le frère (cadet) de Christopher Tolofua, talonneur ayant joué sous les couleurs du Stade toulousain, et de Nekelo Tolofua (l'aîné), centre de Blagnac rugby en Nationale, formé comme ses frères au Stade toulousain.
Il est également le neveu d'Abraham Tolofua ancien pilier à Nice, Grenoble, Montferrand et Béziers. La judokate Julia Tolofua est sa cousine.
Il remporte le championnat de France en 2019, 2021 et 2023 ainsi que la Coupe d'Europe en 2021 avec le Stade toulousain. 

## Biographie

### Jeunesse et formation
Selevasio Tolofua est le neveu du rugbyman Abraham Tolofua et le frère du rugbyman Christopher Tolofua. Il est aussi le cousin de la judokate Julia Tolofua. Il commence le rugby à l'Olympique marcquois rugby dans le nord de la France alors que son père travaille comme chauffeur de bus dans la métropole lilloise. Suivant le partenariat qui unit le club local au Stade toulousain, le grand frère de Selevasio, Nekelo, part s'installer un an à Toulouse. L'année suivante, il est rejoint par toute la famille et les enfants intègrent les équipes jeunes du club.
Dans un premier temps formé au poste de centre, Selevasio Tolofua est replacé en 2014 en troisième ligne lorsqu'il intègre le centre de formation du Stade toulousain.
Il est appelé en équipe de France moins de 18 ans en rugby à sept avec qui il dispute des tournois d'étapes du circuit mondial, tel que Dubaï en décembre 2014. Il connait également des sélections avec l'équipe de France « développement » à l'occasion du championnat d'Europe 2016 et de tournois de développement, tel que Dubaï en décembre 2015 et Las Vegas en mars 2016,,.
En 2015-2016, après avoir connu les différentes équipes de France jeunes, Selevasio Tolofua intègre le pôle France de Marcoussis qui regroupe les meilleurs espoirs du rugby français. La saison suivante, il fait ses débuts avec l'équipe de France des moins de 20 ans avec qui il dispute le tournoi des Six Nations ainsi que le championnat du monde, où la France échoue en demi-finale face à la Nouvelle-Zélande, match auquel participe Selevasio Tolofua.

### Début de carrière au Stade toulousain (2016-2022)

#### Découverte du Top 14 (2016-2018)

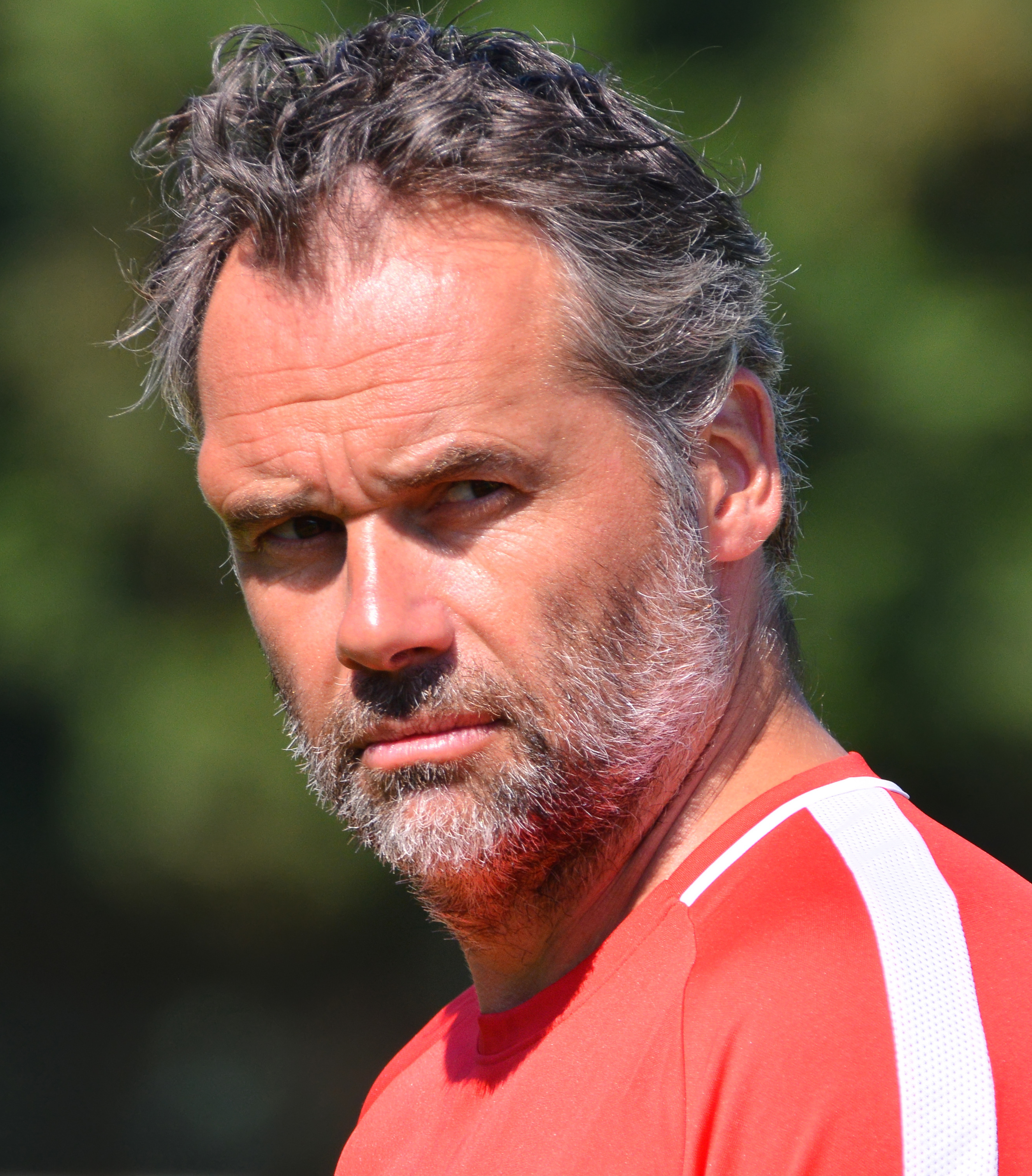
Ugo Mola, ici en 2018, est l'entraîneur de Selevasio Tolofua de ses débuts professionnels en 2016 jusqu'à son départ de Toulouse en 2023.

Selevasio Tolofua joue son premier match professionnel à l'occasion d'une rencontre face à La Rochelle le 13 novembre 2016, lors de la onzième journée de Top 14 de la saison 2016-2017. Il profite des absences des internationaux et est titularisé avec son grand frère, Christopher. Toulouse est battu 25-19. Il joue au total quatre matchs pour sa première saison chez les séniors.
Malgré de nombreuses blessures, il continue de progresser et de gagner du temps de jeu la saison suivante, en 2017-2018, jouant onze matchs toutes compétitions confondues.

#### Premier titre puis première cape en bleu (2018-2020)
Lors de la saison 2018-2019, il commence à enchaîner les matchs au poste de troisième ligne centre avant de connaître plusieurs blessures. Il effectue son retour sur les terrains le 20 janvier 2019 face à Bath en Champions Cup. Le Stade toulousain réalise une grande saison et se qualifie en demi-finale du championnat, durant laquelle il est sur le bancs des remplaçants avant d'entrer en jeu à la place de Jerome Kaino, puis en finale où il est remplace de nouveau Kaino en cours de jeu,. En juin 2019, il remporte son premier titre avec le Stade toulousain en s'imposant en finale du Top 14 face à Clermont sur le score de 24 à 18,. C'est durant cette saison qu'il se révèle et qu'il commence à prendre de l'importance au Stade toulousain,. Il est alors reconnu comme l'un des grands espoirs du rugby français et comme un prétendant à l'équipe de France.
En janvier 2020, à la mi-saison 2019-2020, il est appelé pour la première fois dans le groupe de l'équipe de France pour préparer le Tournoi des Six Nations 2020 à la suite de la prise de fonction du nouveau sélectionneur Fabien Galthié. Il ne joue cependant aucun match durant le tournoi. En février 2020, il prolonge son contrat avec le Stade toulousain de trois saison supplémentaires, le liant à son club formateur jusqu'en 2023.
Il est de nouveau convoqué avec les Bleus en novembre 2020 pour la finale de la Coupe d'automne des nations contre l'Angleterre. Pour ce match, il est titularisé au poste troisième ligne centre à Twickenham, mais les Français sont battus après prolongation (22-19). Il s'agit de sa première cape.

#### Champion d'Europe et de France en 2021
Selevasion Tolofua s'impose réellement au Stade toulousain lors de la saison 2020-2021, durant laquelle il est au plus haut niveau, et joue un rôle prépondérant dans la bonne saison que réalise le club durant cette saison. En concurrence à son poste avec Jerome Kaino, il prend tout de même part à vingt-quatre matchs dont dix-sept en tant que titulaire toutes compétitions confondues. Le Stade toulousain réalise un sans faute en Coupe d'Europe, et éliminent le Munster, Clermont puis l'Union Bordeaux Bègles en demi-finale, et atteint donc la finale de la compétition. En finale, contre le Stade rochelais, il entre en jeu à la place de Jerome Kaino à la 55e minute. Les Toulousains s'imposent 22 à 17 et remportent leur cinquième titre dans la compétition,.
En Top 14, il joue vingt matchs cette saison, pour quatorze titularisations, dont la demi-finale gagnée face à l'UBB et la finale face au Stade rochelais, pour le seconde fois de la saison. En finale, il encore une fois de plus titulaire en troisième ligne, avec Rynhardt Elstadt et François Cros. Toulouse s'impose une fois de plus, sur le score de 18 à 8 et Selevasio Tolofua remporte son deuxième titre de la saison, le troisième de sa carrière avec le Stade toulousain.

#### Dernières saisons à Toulouse (2021-2023)
Durant la saison 2021-2022, son temps de jeu augmente, il joue trente matchs toutes compétitions confondues et inscrit cinq essais. Il participe donc à la plupart des matchs joués par son équipe. Il est alors l'un des cadres du Stade toulousain. Toulouse s'incline en demi-finale dans les deux compétitions contre le Leinster Rugby à Dublin en Coupe d'Europe, puis contre le Castres olympique à Nice en Top 14 où il est remplaçant.
Depuis son dernier match avec le XV de France, en décembre 2020, il n'a plus été convoqué avec les Bleus pendant deux ans, notamment dû à la forte concurrence à son poste. Non convoqué pour le Tournoi des Six Nations 2022, il est de retour en équipe de France lors de la tourné d'été au Japon en 2022. Il joue le premier match de la tournée face au Japon, mais ne participe pas au second.
Après quinze ans passés à Toulouse, la saison 2022-2023 est la dernière pour Selevasio Tolofua, alors qu'il était considéré comme le successeur de Jerome Kaino. En fin de contrat, il décide de quitter son club formateur à la fin de la saison. Fin janvier 2023, il subit une intervention chirurgicale à cause de douleurs à la hanche qui le gênent, ce qui devait mettre fin à sa saison,. Cependant, il fait son retour à la compétition plus tôt que prévu, lors de la dernière journée de la phase régulière du Top 14, contre Brive. Les Toulousains terminent à la première place de la saison régulière, se qualifiant donc en demi-finale où ils battent largement le Racing 92 sur le score de 41 à 14 et retrouvent donc le Stade rochelais en finale, comme en 2021,. En finale comme en demi-finale, Selevasio Tolofua débute la rencontre sur le banc des remplaçants avant d'entrer en jeu en seconde période à la place de Jack Willis. Dans un match très serré, Toulouse s'impose en fin de match et l'emporte 29 à 26,. Tolofua remporte donc le Bouclier de Brennus pour la troisième fois de sa carrière.

### Départ au RC Toulon (depuis 2023)
Le 7 octobre 2022, en début de saison 2022-2023, le RC Toulon annonce que Selevasio Tolofua rejoindra le club au 1er juillet 2023. Il retrouve alors son frère Christopher,.
Mi-avril 2025, son transfert à l'ASM Clermont à partir de la saison 2025-2026 est officialisé. Il rejoint le club auvergnat sous la forme d'un prêt d'un an suivi de deux ans de contrat.

## Statistiques

### En club
| Saison                 | Club                   | Championnat | Championnat | Championnat | Coupe d'Europe     | Coupe d'Europe | Coupe d'Europe |
| Saison                 | Club                   | Compétition | Matchs      | Essais      | Compétition        | Matchs         | Essais         |
| ---------------------- | ---------------------- | ----------- | ----------- | ----------- | ------------------ | -------------- | -------------- |
| 2016-2017              | Stade toulousain       | Top 14      | 4           | -           | Coupe d'Europe     | 1              | -              |
| 2017-2018              | Stade toulousain       | Top 14      | 7           | -           | Challenge Européen | 4              | -              |
| 2018-2019              | Stade toulousain       | Top 14      | 17          | 2           | Coupe d'Europe     | 5              | -              |
| 2019-2020              | Stade toulousain       | Top 14      | 14          | -           | Coupe d'Europe     | 8              | -              |
| 2020-2021              | Stade toulousain       | Top 14      | 20          | 3           | Coupe d'Europe     | 4              | -              |
| 2021-2022              | Stade toulousain       | Top 14      | 26          | 4           | Coupe d'Europe     | 4              | 1              |
| 2022-2023              | Stade toulousain       | Top 14      | 9           | 1           | Champions Cup      | 1              | -              |
| Total Stade toulousain | Total Stade toulousain | Top 14      | 97          | 10          | Coupes d'Europe    | 27             | 1              |

### Internationales

#### Équipe de France des moins de 20 ans
Selevasio Tolofua dispute six matchs avec l'équipe de France des moins de 20 ans en une saison, prenant part à une édition du tournoi des Six Nations en 2017 et à une édition du championnat du monde junior en 2017. Il inscrit deux essais, soit dix points.

#### XV de France
Au 16 avril 2023, Selevasio Tolofua compte deux sélections en équipe de France et n'a inscrit aucun points.
| Année | Compétition                 | Matchs | Points | Essais |
| ----- | --------------------------- | ------ | ------ | ------ |
| 2020  | Coupe d'automne des nations | 1      | 0      | 0      |
| 2022  | Test matchs                 | 1      | 0      | 0      |
| Total | Total                       | 2      | 0      | 0      |

| Adversaire | Matchs joués | Victoires | Défaites | Nuls | Essais | Points | % de victoire |
| ---------- | ------------ | --------- | -------- | ---- | ------ | ------ | ------------- |
| Angleterre | 1            | 0         | 1        | 0    | 0      | 0      | 0             |
| Japon      | 1            | 1         | 0        | 0    | 0      | 0      | 100           |
| Total      | 2            | 1         | 1        | 0    | 0      | 0      | 50%           |

## Palmarès

### En club
- Stade toulousain
  - Vainqueur du Championnat de France en 2019, 2021 et 2023
  - Vainqueur de la Coupe d'Europe en 2021

### En sélection nationale
- France -18
  - Vainqueur du Championnat d'Europe des moins de 18 ans en 2015[56]

- France
  - Finaliste de la Coupe d'automne des nations en 2020